# Pietà (Titien)
Pour les articles homonymes, voir Pietà.
Pietà est un tableau réalisé en 1575-1576 par le peintre italien Titien et terminé après sa mort par son suiveur Palma le Jeune. De format carré, cette huile sur toile est une Vierge de Pitié qui représente Marie tenant le corps mort de Jésus-Christ devant une niche flanquée de deux statues. Ce faisant, elle y figure assise entre Marie Madeleine et un vieil homme accroupi dans lequel on peut voir Nicodème, Joseph d'Arimathie, Jérôme de Stridon ou le maître en personne. Destinée par ce dernier au monument funéraire où il repose dans la basilique Sainte-Marie-Glorieuse-des-Frères, l'œuvre est conservée depuis 1814 aux galeries de l'Académie, également à Venise, en Vénétie.